# Chalcides sexlineatus
Lo scinco di Gran Canaria (Chalcides sexlineatus Steindachner, 1891) è un sauro della famiglia degli Scincidi endemico di Gran Canaria.